# Fisera bradymorpha
Fisera bradymorpha är en fjärilsart som beskrevs av Turner 1919. Fisera bradymorpha ingår i släktet Fisera och familjen mätare. Inga underarter finns listade i Catalogue of Life.